# Partido judicial de Santa María de Guía de Gran Canaria
El partido judicial de Santa María de Guía de Gran Canaria es uno de los 19 partidos judiciales en los que se divide la comunidad autónoma de Canarias , siendo el partido judicial n.º 4  de la provincia de Las Palmas y uno de los 7 partidos judiciales de dicha provincia.
El ámbito territorial, que viene regulado por el Real Decreto 529/1983, de 9 de marzo, comprende los municipios de :
Agaete, Gáldar, Moya, La Aldea de San Nicolás y Santa María de Guía de Gran Canaria.